# VHK Vsetín
Der Valašský hokejový klub ROBE Vsetín ist ein tschechischer Eishockeyklub aus Vsetín.

## Vereinsgeschichte

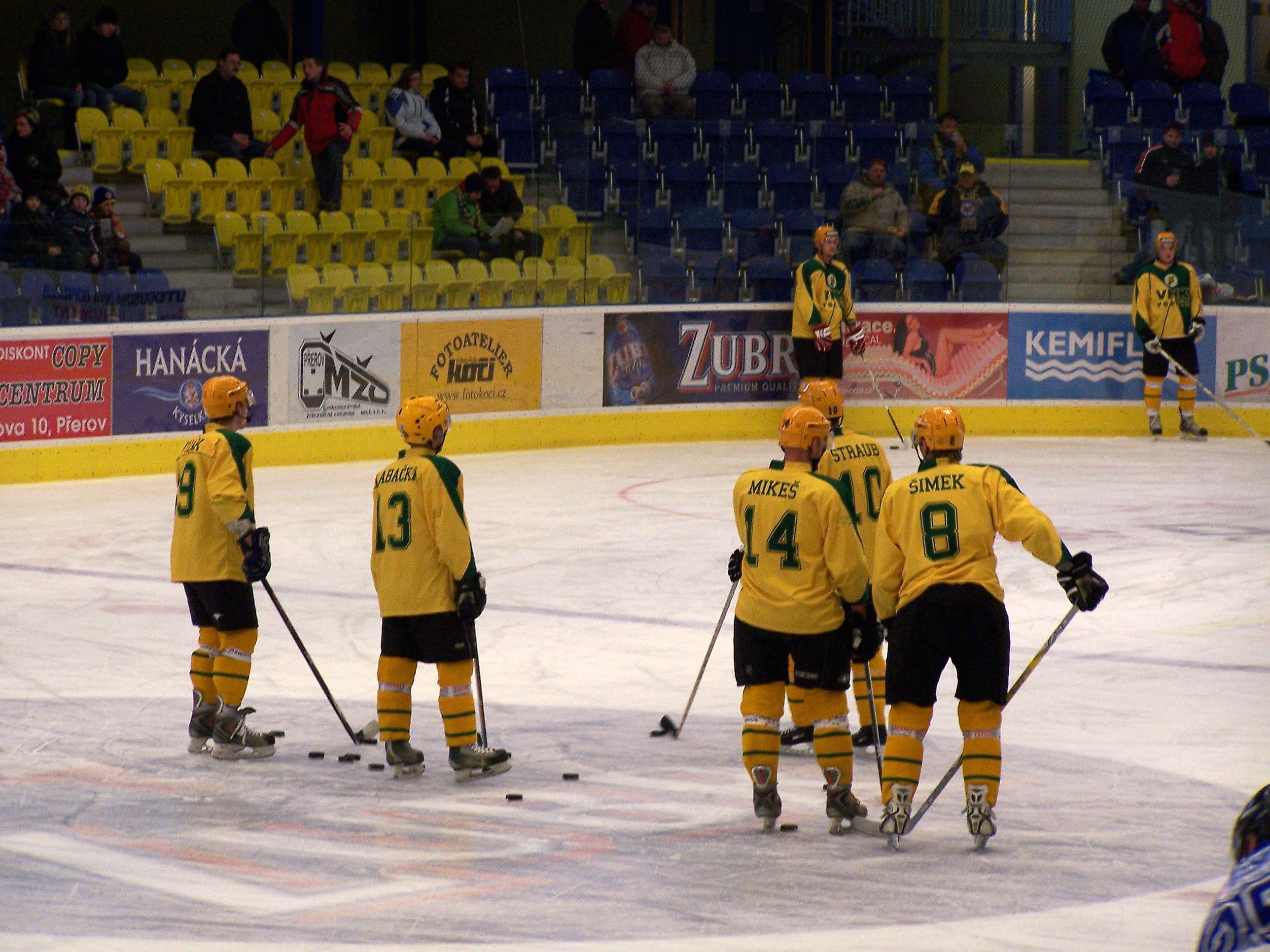
Spieler des VHK Vsetín, Přerov 2010

Eishockey wurde in Vsetín schon zu Beginn des 20. Jahrhunderts gespielt. Als Gründungsjahr des SK Vsetín gilt 1934, auch wenn ein Spielbetrieb erst 1938 aufgenommen wurde. In der Tschechoslowakei spielte Vsetín nie höherklassig. Nach dem Regimewechsel konnten Sponsoren angelockt werden, wodurch Spitzenspieler engagiert werden konnten. Im Jahre 1994 gewann HC Zbrojovka Vsetín, so der damalige Vereinsname, die 1. Liga (die zweithöchste Spielklasse) und stieg in die Extraliga auf, die der Klub in den nächsten Jahren dominieren sollte. Zwischen 1995 und 1999 sicherte man sich alle fünf Meistertitel. 2000 musste sich HC Slovnaft Vsetín im Finale HC Sparta Prag geschlagen geben, nur ein Jahr später sicherte sich der Klub den sechsten und vorerst letzten Meistertitel. Im April 2001 wurde Klubmäzen Roman Zubík verhaftet, die Mannschaft fiel daraufhin auseinander, es reichte nur noch zum neunten Rang. In der folgenden Saison erreichte die jüngste Mannschaft der Liga immerhin Platz sieben. In der Saison 2003/2004 konnten die finanziellen Schwierigkeiten teilweise gelöst werden, nach zwei Jahren hatte der Klub wenigstens wieder einen Hauptsponsor. Sportlich lief es schlecht, der vorletzte Platz stand am Saisonende zu Buche. 2004/2005 reichte es zu Platz zwölf.
Während der Saison 2006/07 hatte der Klub finanzielle Probleme und einige Leistungsträger verließen den Verein. Vor der folgenden Saison wurde dem Verein dann die Zugehörigkeit zur Extraliga verweigert. Auch in der 1. Liga durfte Vsetín nicht spielen, so dass der Spielbetrieb der Herrenmannschaft eingestellt wurde. Ein Jahr später wurde bekannt, dass Vsetínská hokejová eine Drittliga-Lizenz für die Spielzeit 2008/09 erworben hatte.
2017 schaffte die erste Mannschaft des Vereins den Aufstieg in die zweitklassige 1. Liga.

## Erfolge
- 6× Tschechischer Meister: 1995, 1996, 1997, 1998, 1999, 2001

## Ehemalige bekannte Spieler
- Josef Beránek
- Roman Čechmánek
- Jiří Dopita
- Josef Hrabal
- Rostislav Klesla
- Pavel Patera
- Martin Procházka
- Jan Srdínko